# 임안공주
임안공주(중국어: 臨安公主, 1360년 - 1421년 8월 17일)는 명나라의 공주이다. 이름은 경정(鏡靜)이고, 명 태조 주원장의 장녀이다. 생모는 성목귀비 손씨이다.

## 생애
홍무 9년 7월 10일 (1376년 7월 26일), 한국공 이선장의 아들 이기에게 하가하였고, 임안공주로 책봉되었다. 당시 막, 공주의 혼례 제도를 제정했는데, 먼저 이기에게 관고와 조복을 하사하여 의례가 매우 성대하였다. 공주도 부녀자가 지켜야할 도덕규범을 빈틈없이 행했다. 이기는 공신의 아들이자, 명 태조의 맏사위로, 명 태조는 그를 매우 신임했다. 각지에서 수해나 가뭄 등의 재해가 발생하면, 자주 이기에게 재난 수습하라고 보내는 등의 칙령을 내렸다.
홍무 23년 5월 23일 (1390년 7월 6일), 이선장은 호유용의 사건에 연루되어 죽었고, 이기는 부마라는 신분때문에 면직되어 강포로 유배되었고, 공주는 따라 갔다. 몇년 후, 이기는 강포에서 죽었고, 임안공주의 아들은 면죄부를 받았다.
영락 19년 7월 20일 (1421년 8월 17일), 임안공주가 향년 62세의 나이로 사망하였다.

## 참고 문헌
- 양사기 등, 《대명선종장황제실록(大明宣宗章皇帝實錄)》
- 동륜 등, 《대명태조고황제실록(大明太祖高皇帝實錄)》
- 장정옥 등, 《명사(明史)》
- 양사기 등, 《대명태종문황제실록(大明太宗文皇帝實錄)》